# Doliotettix lunulata
Doliotettix lunulata är en insektsart som beskrevs av Zetterstedt 1840. Doliotettix lunulata ingår i släktet Doliotettix och familjen dvärgstritar. Inga underarter finns listade i Catalogue of Life.